# پابلو گیل
پابلو گیل (انگلیسی: Pablo Gil؛ زادهٔ ۸ اکتبر ۱۹۸۸) بازیکن فوتبال اهل اسپانیا است.
از باشگاه‌هایی که در آن بازی کرده‌است می‌توان به باشگاه فوتبال اسپارتا پراگ، باشگاه فوتبال رئال مادرید، باشگاه فوتبال آلباسته بالومپیه، و باشگاه فوتبال رئال مادرید کاستیا اشاره کرد.
وی همچنین در تیم ملی فوتبال زیر ۱۹ سال اسپانیا بازی کرده‌است.